# Димахи
Димахи (греч. «двоеборцы», в другом источнике двойные бойцы — διπλοί μαχητές), Димахосы — древнегреческие (македонские) воины, сражавшиеся пешими и верхом.
Димахи представляли собой нечто среднее между легко и тяжело вооружёнными конными воинами.

## История
В македонском войске времён Александра конница была трёх родов:
- тяжёлая, носившая шлемы, кольчуги и металлические ножные кирасы и вооружённая мечами и короткими копьями-сарисами;
- лёгкая, предназначавшаяся преимущественно для службы на передовых постах и вооруженная копьями-сарисами в 16 футов длиной;
- средняя[6] (род драгун)[4] — двоеборцы или димахи, сформированные Александром, и которые были предназначены как для конного, так и для пешего боя.

Димахи или двоеборцы были вооружены и снаряжены тяжелее прочей конницы, но легче тяжёлой пехоты. Александр Македонский придал им слуг, которые держали лошадей, когда воины спешивались. В учреждении димахов проглядывает та же идея, которую мы встречали уже при введении колесниц, в древних войсках, желание довезти воина до поля битвы как можно скорее и притом свежим, неутомлённым для боя.
Аналог Нового времени (нечто вроде) — драгуны, а их родоначальники димахосы.